# Ty
Ty (Ben Chijioke, født 17. august 1972 i London af nigerianske forældre, død 7. maj 2020) var en engelsk rapper.
Han begyndte at lave musik i midten af 90'erne, hvor han så lyset efter at have deltaget i poesi-workshoppen Ghetto Grammar. I slutningen af 90'erne begyndte hans navn at optræde på forskellige udgivelser, og i 2000 udkom hans første single, Break the Lock, på det velestimerede selskab Big Dada.
Albumdebuten Awkward udkom året efter på samme selskab og blev mødt med åbne arme af både anmeldere og fans. Modtagelsen var dog intet i betragtning af den modtagelse, som det andet album, Upwards, fik ved udgivelsen i 2003. Begejstringen var stor, og 'U'pwards blev efterfølgende nomineret til den prestigefyldte Mercury-pris.
Populariteten har også rakt ud over landegrænsen. De amerikanske rappere har også fået øje på Ty, der modsat flere af sine engelske kollegaer også besad et mere amerikansk flow. Noget som bl.a. skaffede Ty samarbejder med Talib Kweli og De la Soul.
Samarbejdet med De la Soul, på nummeret The Idea, kunne høres på det seneste album Closer, der udkom i 2006, og bl.a. blev rost kraftigt på disse sider.

## Diskografi

### Albums
- 2001: Awkward
- 2003: Upward
- 2006: Closer (album)